# Anoiteceu
Anoiteceu é um samba de Ary Barroso, gravado em 8 de janeiro de 1935 por Carmen Miranda com a Orquestra Diabos do Céu. A música foi disponibilizada em março daquele ano pela RCA Victor. Junto com ela, também foi lançado "Mulatinho Bamba", outra canção de Barroso com Kid Pepe.